# Вартенберги
Графы фон Вартенберг (нем. Grafen von Wartenberg) — баварский дворянский род, происходивший от правящего дома Виттельсбахов. Не следует путать с одноимённым богемским родом.

## История
Фердинанд Баварский (1550—1608) был сыном герцога Баварии Альбрехта V (1528—1579) от брака с эрцгерцогиней Анной Австрийской, второй дочерью императора Фердинанда I. 26 декабря 1588 г. Фердинанд Баварский, вопреки сопротивлению своей семьи, вступил в морганатический брак с 15-летней дочерью хагского окружного судьи Георга фон Петтенбека Марии. Из-за низкого положения его жены Фердинанд отказался от баварского престола для себя и своих потомков, но получил замок и поместье Вартенберг в Верхней Баварии, расположенные между Эрдингом и Мосбургомом, а также ежегодные выплаты жалованья и два рыцарских поместья. Вильгельм V также подарил Фердинанду и его невесте на их свадьбе графство Хаг, из которого происходила Мария Петтенбекская. В Аспахе их потомки также владели обширным поместьем, которое принадлежало им до XVIII в. Также Фердинанд получил согласие на наследование баварского престола в случае возможного исчезновения потомков Вильгельма V.
Герцог Фердинанд и его семья жили во дворце на Риндермаркт в Мюнхене. В Мюнхене он также делал пожертвования церкви святоых Николая Толентинского и Себастьяна, в которой устроил семейное захоронение, где его жена и большинство его потомков нашли свое последнее пристанище. Сам герцог Фердинанд был похоронен в Фрауэнкирхе после своей смерти в 1608 году.
В 1602 году Вильгельм V возвел детей своего младшего брата в ранг графов и графинь Вартенбергских. Одним из самых выдающихся представителей семьи был Франц Вильгельм фон Вартенберг (1593—1661), который начал духовную карьеру и в конечном итоге был назначен кардиналом и князем-епископом Регенсбурга, Вердена и Миндена.
Эта боковая линия Виттельсбахов, также называемая Фердинандинская линия, пресеклась в 1736 г. со смертью 18-летнего Максимилиана Эмануэля фон Вартенберга. После того как церковь Святого Николая Толентинского и Святого Себастьяна был осквернен и продан с аукциона в 1807 году, король Баварии Максимилиан I Иосиф в 1808 году распорядился перевезти 24 похороненных там членов семьи Вартенбергов в мюнхенскую Фрауэнкирхе, в 1823 г. их поместили в новые гробы.

## Герб
На гербе Вартенбергов были изображены баварские ромбы, увенчанные пфальцским львом.